# Linguagem simples
Linguagem clara (português europeu) ou Linguagem simples (português brasileiro) é um estilo de escrita que permite ao leitor entender facilmente o que está escrito. A linguagem simples tem por objetivo ser fácil de ler, entender e usar. Evita linguagem complicada com palavras desnecessárias e jargão. Em muitos países a lei exige que organismos públicos usem linguagem simples para promover o acesso a programas e serviços. A linguagem simples está incluída entre os modos, meios e formatos de comunicação propostos pela Convenção Internacional sobre os Direitos das Pessoas com Deficiência.
Há algumas associações internacionais que divulgam o uso da linguagem simples, ou plain language, em inglês, como a PLAIN e a Clarity International.
No Brasil, o conceito de linguagem acessível para informação clara vem sendo estudado, divulgado e aplicado por um grupo de profissionais e pesquisadores de comunicação desde 1988.
Existem alguns projetos que atuam em criar ferramentas para auxiliar a utilização de linguagem simples no Brazil. Existe editores de texto que validam e corrigem linguagem simples. Existem também ferramentas com foco em leiturabilidade e legibilidade que também aplicam os princípios e boas práticas da linguagem simples.